# Eine Dame verschwindet
Eine Dame verschwindet (Originaltitel: The Lady Vanishes) ist ein britischer Mystery-Thriller aus dem Jahr 1938 nach dem gleichnamigen Roman (Originaltitel zuvor auch The Wheel Spins) von Ethel Lina White von 1936. Regie führte Alfred Hitchcock.

## Handlung
Durch einen Lawinenabgang wird der Zug von Budapest nach Basel in einem Gebirgsbahnhof in der fiktiven Diktatur Bandrika festgehalten; die Reisenden sind gezwungen, in einem überfüllten Gasthof zu logieren. So zwei englische Cricket-Fans und ein Paar, das seinen ehebrecherischen Urlaub so schnell wie möglich zu Ende bringen will. Unter den bereits länger logierenden englischen Hotelgästen, die mit dem verspäteten Zug in die Heimat zurückkehren wollen, befinden sich die junge Iris Henderson, Tochter eines Marmeladefabrikanten, die vor der Hochzeit mit einem verarmten Adligen steht, der Volksliedforscher Gilbert Redman und die ältliche Musiklehrerin und Gouvernante Miss Froy.
Während Iris sich mit dem über ihr logierenden Gilbert wegen dessen ruhestörender Forschungsarbeit in die Haare gerät, lauscht Miss Froy am Vorabend ihrer Abreise scheinbar ergriffen einem lokalen Troubadour, der unter ihrem Fenster ein Ständchen bringt. Als dieser gerade seine letzten Töne singt, nähern sich ihm von hinten – nur als Schatten erkennbar – die Hände eines Würgers. Das von Miss Froy aus dem Fenster geworfene Geldstück bleibt unbeachtet auf dem Pflaster liegen, während Miss Froy, die offenbar nichts von dem Mord mitbekommen hat, das Fenster schließt und angestrengt eine Melodie vor sich hinsummt.
Am Morgen der Abreise erleidet Iris, die eher halbherzig zu ihrem Londoner Verlobten zurückzukehren scheint, einen Unfall: Ihr fällt vom ersten Stock des Bahnhofsgebäudes ein Blumenkasten auf den Kopf, der offenkundig Miss Froy gegolten hat. Die Gouvernante nimmt sich der Benommenen an und hilft ihr in den abfahrenden Zug.
Iris kommt in einem voll besetzten Abteil wieder zu sich, in dem sich außer ihr die hilfreiche alte Dame, eine düstere bandrikische Baronin (Frau des bandrikischen Propagandaministers) und eine italienische Familie befinden, deren Oberhaupt sich später als Zauberkünstler auf Tournee herausstellt. Rührend geleitet die Gouvernante die angeschlagene junge Frau zum Speisewagen. Dort müssen sich die Damen den Zucker für ihren Tee von den beiden Cricket-Fans, die damit einen Spielzug nachstellen, erbitten. Als Iris einfällt, dass sie sich noch gar nicht mit ihrer Begleiterin bekannt gemacht hat, wird deren Vorstellung durch das Dröhnen eines entgegenkommenden Zuges verhindert, und Miss Froy schreibt ihren Namen an die beschlagene Fensterscheibe.
Nach dem Unfall noch immer angeschlagen, nickt Iris nach ihrer Rückkehr ins Abteil erneut ein. Beim Erwachen vermisst sie ihre Helferin Miss Froy. Das Befragen der Mitreisenden und des Zugpersonals bringt sie nicht weiter. Niemand will Miss Froy je gesehen haben, vielmehr bezichtigt man sie einer Halluzination aufgrund des Schlages auf ihren Kopf. Lediglich Gilbert, der Störenfried aus dem Hotel, nimmt ihre Sorge um den Verbleib von Miss Froy ernst.
Der mitreisende Arzt Professor Hartz, der als Koryphäe der Hirnchirurgie bei einem späteren Haltepunkt ein bis zur Unkenntlichkeit bandagiertes Unfallopfer in seine Obhut übernommen hat, erklärt Iris und Gilbert freundlich die angebliche Gedächtnisstörung – zumal nun plötzlich eine Frau in Iris’ Abteil sitzt, die zwar nicht Miss Froy ist, jedoch wegen der gleichen Kleidung von Iris mit ihrer Hotel-Mitbewohnerin verwechselt worden sein soll. Iris zweifelt nun selbst an ihrer Erinnerung.
Die von ihrem Liebhaber enttäuschte Ehebrecherin bestätigt jedoch nun ihre zuerst von ihm aus Diskretionsgründen geleugnete Begegnung mit der Vermissten. Die Cricket-Fans ringen sich gleichfalls zur Erinnerung durch, freilich nur untereinander. Iris erblickt bei einem erneuten Besuch des Speisewagens Miss Froys auf der Scheibe erhaltenen Schriftzug – genug, um das Vertrauen in ihr Erinnerungsvermögen zurückzugewinnen. Ihre gefestigte Überzeugung und die als Abfall entsorgte und kurz am Zugfenster haften bleibende Verpackung von Miss Froys Spezialtee beseitigen nun auch Gilberts Zweifel an Iris’ Geschichte. Daran ändert sich auch nichts, als die als Zeugin herbeigerufene ehebrecherische Lady nun wiederum, von ihrem Liebhaber unter Druck gesetzt, in Miss Froys „Doppelgängerin“ Iris’ Begleiterin zu erkennen vorgibt.
Iris und Gilbert geraten auf Spurensuche im Gepäckwagen in ein Handgemenge mit dem Magier, der sich als Mitverschwörer entlarvt, als er die von Iris gefundene Brille von Miss Froy als seine eigene ausgibt.
Gilbert fällt schließlich die Lösung für das Verschwinden der alten Dame und deren Verbleib ein: Bei der vorgeblichen Patientenübernahme steckte noch die „Doppelgängerin“ in der Bandagenhülle – nun aber Miss Froy! Sie dringen in Dr. Hartz’ Abwesenheit in sein Zugabteil ein und finden dort außer dem „Unfallopfer“ noch eine Nonne mit auffällig hohen Absätzen vor. Der Versuch, unter die Bandagen zu schauen, wird jedoch zunächst von der Nonne und dem hinzukommenden Dr. Hartz unterbunden. Letzterer trachtet dem Pärchen nun mit vergifteten Getränken nach dem Leben, doch sein Plan scheitert an dem plötzlich erwachten Gewissen der „Nonne“ (einer Engländerin, deren bandrikischer Ehemann verstorben ist): Gilbert und Iris können Miss Froy aus ihrem Kokon befreien und statt ihrer wieder die betäubte „Doppelgängerin“ bandagieren.
Dr. Hartz kommt noch am Bahnhof der Hauptstadt Morsken, dem letzten vor der Grenze, hinter das Täuschungsmanöver, als er der vermeintlichen Miss Froy im Krankenwagen den Verband abnimmt. Er lässt den Zug mit den Waggons der Engländer abkoppeln und auf ein Nebengleis umleiten, das in einen Wald führt. Hier müssen sich die Insassen in einem turbulenten Schusswechsel gegen die nun militärisch unterstützten Agenten zur Wehr setzen, wobei der ehebrecherische, vorgeblich pazifistisch eingestellte Gentleman als Einziger auf ihrer Seite sein Leben lässt, als er sich ergeben will. Miss Froy gibt sich als britische Geheimagentin zu erkennen und wird durch das Abteilfenster hindurch aus dem Zug befördert, um ihre gefährliche Mission fortzusetzen, nachdem sie Gilbert im Schnellverfahren die als Melodie des Ständchens verschlüsselte Nachricht beigebracht hat. Die Reisenden können nach Ingangsetzung und erneuter Umleitung des Zuges glücklich ihre Heimat erreichen.
Bei der Ankunft an der London Victoria Station versteckt Iris sich in letzter Sekunde vor ihrem Verlobten und sucht gemeinsam mit Gilbert, in den sie sich längst verliebt hat, das Auswärtige Amt auf, um dort die melodiöse Geheimbotschaft vorzutragen. Zu seinem Entsetzen stellt der Volksliedforscher fest, dass er sie vergessen hat – doch spielt Miss Froy, die sich offenkundig durchschlagen konnte, die Melodie im Büro zur selben Zeit auf einem Flügel.

## Entstehungsgeschichte
Der bei Gainsborough Pictures unter Vertrag stehende Drehbuchautor Frank Launder hatte schon im Mai 1936, kurz nach Erscheinen des Buches, den Roman von Ethel White als möglichen Stoff für eine Verfilmung vorgeschlagen. Als die Produktionsfirma darauf einging, war Launder aber mit einem anderen Film beschäftigt und so wurde sein Kollege Sidney Gilliat mit der Ausarbeitung eines Treatments beauftragt. Nach dessen Fertigstellung gesellte sich Launder ihm bei und verfasste zusammen mit Gilliat bis August 1936 das endgültige Drehbuch.
Ursprünglich war der in England arbeitende US-Amerikaner Roy William Neill als Regisseur vorgesehen. Man schickte ein Team unter der Leitung eines Regieassistenten nach Jugoslawien, um dort einige Außenaufnahmen zu drehen. Dabei kam es aber zu einem Zwischenfall, bei dem die jugoslawischen Behörden das Drehbuch beschlagnahmten und das Team des Landes verwiesen – in der ersten Version war nämlich auf den ersten Seiten eine Einstellung beschrieben, die einen schnellen Schnitt von marschierenden Soldaten auf watschelnde Gänse vorsah. Dies betrachteten die jugoslawischen Behörden als Affront gegen ihre Armee, was vor allem in Boulevardblättern zu einem kleineren politischen Zwischenfall hochgespielt wurde.
Dieser Rückschlag – und der schwindende Enthusiasmus von Roy William Neill – führte schließlich dazu, dass das Filmvorhaben zunächst auf Eis gelegt wurde. Hitchcock, der im Oktober 1937 das Drehbuch las, ließ die beiden Autoren kleinere Änderungen vornehmen, die das Tempo im ersten und letzten Akt beschleunigten. So konnte das Skript schließlich innerhalb kürzester Zeit abgedreht werden.
Der komplette Film wurde in einem nur 30 Meter langen Studio gedreht. Mit Rückprojektion-Aufnahmen und Modelltricks ist es Hitchcock gelungen, dass diese Beschränkungen kaum zu sehen sind.
Die Dreharbeiten fanden im Frühjahr 1938 statt; sie mussten im April unterbrochen werden, weil die Elektriker streikten, waren aber Ende Mai 1938 abgeschlossen.
1978 entstand eine Neuverfilmung unter dem deutschen Titel Tödliche Botschaft mit den Protagonisten Elliott Gould und Cybill Shepherd sowie Angela Lansbury als Miss Froy und Herbert Lom als Dr. Hartz.
Eines der zahlreichen komischen Elemente der Handlung bilden die beiden urbritischen Cricket-Fans, gespielt von Basil Radford und Naunton Wayne, deren einziges Thema und Ziel das rechtzeitige Eintreffen zu einem Cricket-Match in ihrer Heimat ist. Der Film machte das Duo so beliebt, dass den beiden Figuren eine eigene (Fernseh-)Filmreihe gewidmet wurde (Charters & Caldicott, 1985, sechs Episoden).
Im deutschen Fernsehen war Eine Dame verschwindet erstmals am 3. Januar 1972 um 21 Uhr im ZDF zu sehen.

## Hintergrund
Der Film entstand zur gleichen Zeit, in der Nazi-Deutschland den Anschluss Österreichs vollzog. Nur wenige Tage nach der Kinopremiere, am 29. September 1938, wurde u. a. von Neville Chamberlain das Münchner Abkommen unterzeichnet. Hitchcock, der, wie es David Parkinson formuliert, Hitler den Krieg erklärt hatte, und zwar fünf Jahre, bevor es jemand anderes tat, nutzte auch diesen Film, um vor den Gefahren zu warnen, die von Hitlerdeutschland ausgingen. Insbesondere darf der Film als deutlicher Widerspruch gegen Chamberlains Appeasement-Politik gesehen werden. Da weder Kritik an der Haltung der britischen Regierung noch am Dritten Reich erwünscht war, der Film also die Filmzensur umgehen musste, verlegte Hitchcock die Handlung in den fiktiven Staat Bandrika, auch wenn der Bezug zu Deutschland unübersehbar ist. Für Matthew Sweet ist „Eine Dame verschwindet“ so der politischste Film, den Hitchcock je gemacht habe.

## Randnotiz
Bei der anfänglichen Kamerafahrt vom Bahnhof über das alpine Dorf zum Gasthof sind an letzterem drei Schilder zu erkennen: Gasthof Petrus, Josef Stedl, Bürgen Brau und Wiazen Bier. Der Wirt heißt jedoch Boris und die Fantasiesprache Bandrikisch scheint aus romanischen und slawischen Elementen zu bestehen.

## Cameo
Hitchcock geht auf dem Londoner Bahnhof kurz vor Ende des Films durchs Bild. Siehe auch Hitchcocks Cameo-Auftritte.

## Synchronisation
Die deutsche Synchronfassung zu Eine Dame verschwindet entstand 1971 in München. Das Dialogbuch verfasste Werner Uschkurat, für die Dialogregie war Lothar Michael Schmitt verantwortlich.
| Rolle          | Schauspieler      | Dt. Synchronstimme |
| -------------- | ----------------- | ------------------ |
| Iris Henderson | Margaret Lockwood | Renate Pichler     |
| Gilbert Redman | Michael Redgrave  | Klaus Kindler      |
| Miss Froy      | Dame May Whitty   | Ursula Krieg       |
| Dr. Hartz      | Paul Lukas        | Ernst Kuhr         |
| Eric Todhunter | Cecil Parker      | Paul Bürks         |
| Mr. Caldicott  | Naunton Wayne     | Fred Maire         |
| Mr. Charters   | Basil Radford     | Thomas Reiner      |
| Nonne          | Catherine Lacey   | Karin Kernke       |
| Signor Doppo   | Philip Leaver     | Bruno W. Pantel    |
| Madame Kummer  | Josephine Wilson  | Ingeborg Lapsien   |

Die Musik in der deutschen Synchronfassung unterscheidet sich teilweise deutlich von der ursprünglichen Fassung. Das betrifft insbesondere die Eröffnungssequenz, bei der durch die geänderte Musik die Atmosphäre ganz anders dargestellt wird.

## Kritiken
Publikum und Kritik nahmen den Film gleichermaßen enthusiastisch auf. Hitchcock wurde als „Englands größter Regisseur“ bezeichnet und erhielt den New Yorker Kritikerpreis 1938 in den Kategorien „Bester Film“ und „Bester Regisseur“. Orson Welles soll sich den Streifen elfmal, James Thurber sogar doppelt so oft angeschaut haben.

„Es ist charakteristisch für Hitchcock, daß er das Publikum schon frühzeitig in seine Geheimnisse einweiht und dann eine aufregende Sequenz auf die andere türmt, während seine Figuren sich langsam auf die bedrohlichste Art der Wahrheit nähern.“

„Selbst bei einem so synthetischen Medium wie dem Film ist es möglich, die Handschrift eines Meisters zu erkennen. The Lady Vanishes ist im gleichen Maße die Hervorbringung einer persönlichen Imagination und Kunst wie ein Bild von Cézanne oder eine Partitur von Strawinsky.“

„Spannende Spionagekomödie, die den frühen Hitchcock der englischen Periode schon als Meister der Überraschung zeigt.“

Das British Film Institute wählte Eine Dame verschwindet 1999 auf seiner Liste der besten britischen Filme aller Zeiten auf Platz 35.

## DVD-Veröffentlichung
- Eine Dame verschwindet (The Lady Vanishes). FNM 2007